# Fabbrica Automobili Daino
Fabbrica Automobili Daino war ein italienischer Hersteller von Automobilen.

## Geschichte
Das Unternehmen aus Cremona begann 1923 mit der Produktion von Automobilen. Der Markenname lautete Daino. 1924 endete die Produktion.

## Produkte
Das einzige Modell verfügte über einen Vierzylindermotor mit Aluminiumkolben, hängenden Ventilen und OHV-Ventilsteuerung. Der Motor entwickelte aus 1460 cm³ Hubraum 16 PS Leistung. Die bauartbedingte Höchstgeschwindigkeit war mit 75 km/h angegeben. Die Fahrzeuge hatten ein Vierganggetriebe und Bremsen lediglich an den Hinterrädern.